# Исследование Юпитера межпланетными аппаратами
Хронология миссий по исследованию Юпитера. Синим цветом показаны орбитальные миссии

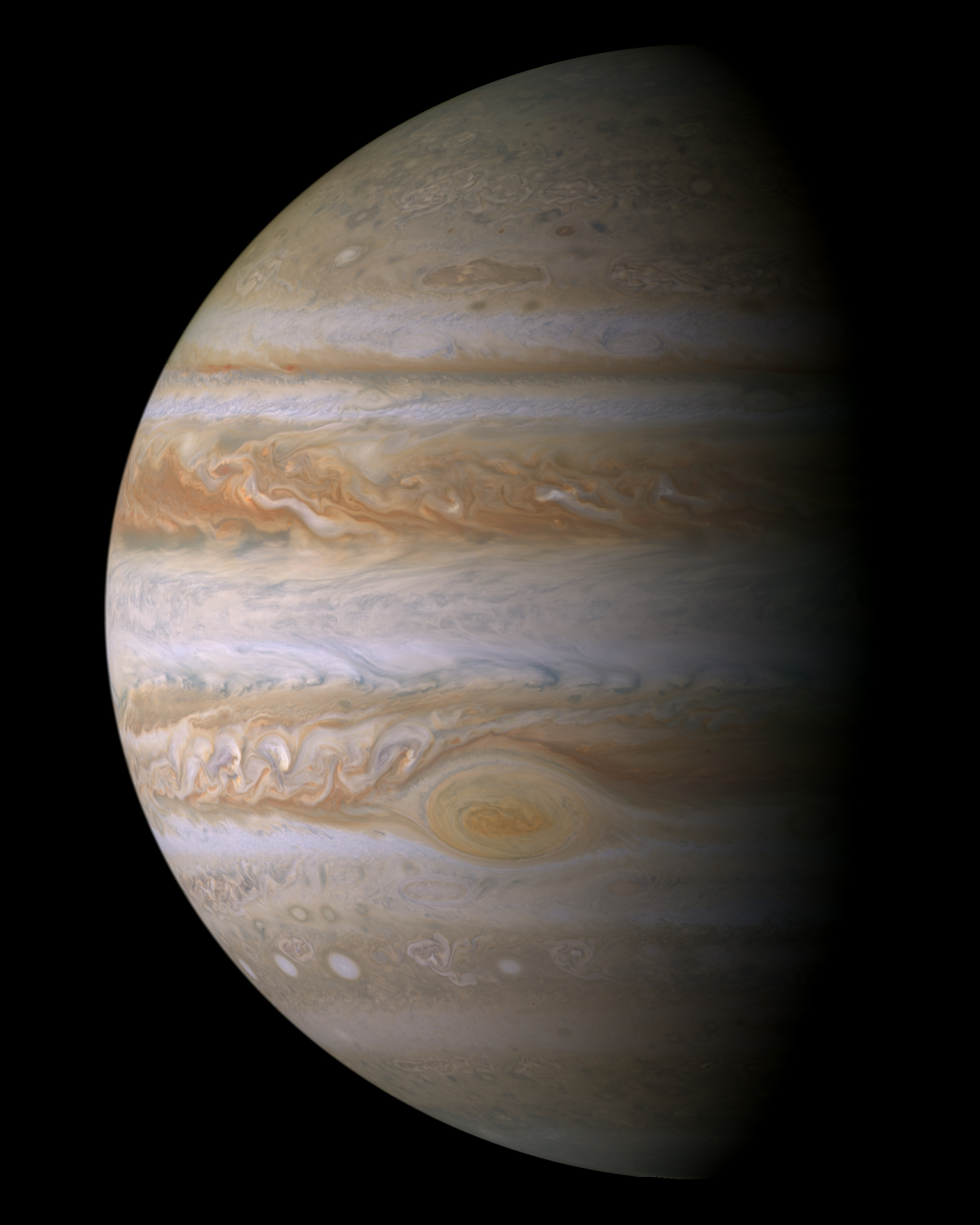
Вид Юпитера с космического зонда «Кассини», декабрь 2000 года

Исследования Юпитера с близкого расстояния выполнялись при помощи автоматических космических аппаратов. Эти исследования начались с зонда «Пионер-10» (НАСА), пролетевшего через систему Юпитера в 1973 году.
На 2018 год систему Юпитера посетили семь пролётных миссий («Пионер-10», «Пионер-11», «Вояджер-1», «Вояджер-2», «Улисс», «Кассини», «Новые горизонты») и две орбитальных («Галилео» и «Юнона»).
Отправка станции к Юпитеру связана с множеством технических проблем, особенно в связи с большими потребностями зондов в топливе и жёстким радиационным окружением планеты.
Первым космическим аппаратом, изучавшим Юпитер, стал «Пионер-10» в 1973 году, через год после него через систему Юпитера прошёл «Пионер-11». Помимо съёмки планеты с близкого расстояния, они обнаружили её магнитосферу и окружающий планету радиационный пояс.
«Вояджер-1» и «Вояджер-2» посетили планету в 1979 году, изучили её спутники и систему колец, открыли вулканическую активность Ио и наличие водяного льда на поверхности Европы.
«Улисс» провёл дальнейшее изучение магнитосферы Юпитера в 1992 году, а затем выполнил некоторые исследования во время дальнего пролёта в 2000 году.
«Кассини» достиг планеты в 2000 году и получил очень подробные изображения его атмосферы.
Зонд «Новые горизонты» прошёл рядом с Юпитером в 2007 году и выполнил новые наблюдения планеты и её спутников.
«Галилео» стал первым космическим аппаратом, который вышел на орбиту вокруг Юпитера. Он изучал планету с 1995 до 2003 года. В течение этого периода «Галилео» собрал большой объём информации о системе Юпитера, подходя близко ко всем четырём гигантским галилеевым спутникам. Он подтвердил наличие тонкой атмосферы на трёх из них, а также наличие жидкой воды под их поверхностью. Аппарат также обнаружил магнитосферу Ганимеда. Достигнув Юпитера, он наблюдал столкновения с планетой осколков кометы Шумейкеров — Леви. В декабре 1995 года аппарат направил спускаемый зонд в атмосферу Юпитера, и эта миссия по близкому исследованию атмосферы является до настоящего времени единственной.
Космический аппарат «Юнона», запущенный 5 августа 2011 года, вышел на орбиту Юпитера в 2016 году. КА движется по полярной орбите. Одна из его целей — выяснить, обладает ли планета твёрдым ядром.
Ряд беспилотных миссий к Юпитеру планируется НАСА и другими космическими агентствами (Европа, Индия, Россия).

## Технические требования
Полёты от Земли к другим планетам Солнечной системы предполагают высокие энергетические затраты.  Чтобы достигнуть Юпитера с орбиты Земли, требуются почти такие же затраты энергии для космического аппарата, какие нужны для его первоначального вывода на околоземную орбиту.  В астродинамике этот расход энергии определяется чистым изменением скорости космического аппарата, или дельта-v. Энергия, необходимая для достижения Юпитера с земной орбиты, требует дельта-v примерно 9 км/с, в сравнении с 9,0—9,5 км/с для достижения низкой околоземной орбиты с поверхности. Конечно, для уменьшения затрат энергии (топлива) при запуске может быть использован гравитационный манёвр посредством пролёта мимо планет (таких как Земля или Венера), хотя ценой этого является значительное увеличение продолжительности полёта для достижения цели по сравнению с прямой траекторией. Ионный двигатель, подобный использованному на космическом аппарате «Dawn», способен развить дельту-v более чем 10 км/с. Этого более чем достаточно для миссии пролёта мимо Юпитера от околосолнечной орбиты того же радиуса, что и земная орбита, без использования гравитационного манёвра.
Юпитер не имеет твёрдой поверхности для посадки, при наличии плавного перехода между атмосферой планеты и её жидкой средой. Любые зонды при погружении в атмосферу в конечном итоге оказываются раздавлены огромным давлением атмосферы Юпитера. Поэтому все выполненные и планирующиеся миссии к Юпитеру являются лишь пролётными или орбитальными, а также атмосферными (с непосредственным исследованием верхних слоёв атмосферы). Посадочные миссии на Юпитер невозможны. Однако возможны посадки на спутники Юпитера.
Другой важной проблемой является радиационное облучение, которому космический зонд подвергается из-за наличия высокоэнергетических заряженных частиц в пространстве вокруг Юпитера (см. также Магнитосфера Юпитера). Например, когда «Пионер-11» максимально приблизился к планете, уровень радиации был в десять раз  выше того, который предсказывали разработчики «Пионеров», и это привело к опасениям, что зонды не выживут; однако, с несколькими незначительными сбоями, зонд сумел пройти через радиационный пояс. Однако зонд потерял большинство  изображений спутника Ио, поскольку радиация, воздействуя на фотополяриметр для изображений «Пионера», вызвала некоторое количество ложных команд. Последующие и более технологически продвинутые «Вояджеры» должны были подвергнуться доработке, чтобы справиться со значительным уровнем излучения. Зонд «Галилео» за восемь лет нахождения на орбите планеты получил дозу радиации, значительно превышающую спецификации разработчиков, и его системы в различных ситуациях выходили из строя. Гироскопы аппарата часто показывали повышенные ошибки, и иногда появлялась электрическая дуга между его вращающимися и невращающимися частями, вызывая переход в безопасный режим, что привело к полной потере данных с 16-й, 18-й и 33-й орбит. Радиация также вызывала фазовые сдвиги в ультра-стабильном кварцевом генераторе «Галилео».

## Пролётные миссии
Пролётная траектория — это траектория, при которой космический аппарат пролетает мимо планеты на некотором расстоянии, испытывая силу её притяжения:221.

### Программа «Пионер» (1973 и 1974)
Первым космическим аппаратом, который приблизился к Юпитеру, был «Пионер-10». Он пролетел мимо планеты в декабре 1973 г. Через 13 месяцев к Юпитеру приблизился и «Пионер-11». «Пионер-10» был первым аппаратом, который позволил получить изображения Юпитера и галилеевых спутников крупным планом. С помощью аппарата было изучено строение атмосферы Юпитера, обнаружены его магнитосфера и радиационный пояс, а также выяснено, что недра Юпитера в основном представляют собой газ и жидкость. «Пионеру-11» удалось подлететь к Юпитеру на расстояние до 34 000 км от вершин облаков в декабре 1974 г. Это позволило получить подробное изображение Большого красного пятна, сделать первое наблюдение полярной области Юпитера и определить массу его спутника Каллисто. Информация, полученная этими двумя аппаратами, позволила астрономам и инженерам создать более совершенные зонды, чтобы улучшить качество и количество данных о Юпитере.

### Программа «Вояджер» (1979)

Покадровая последовательность подлёта «Вояджера-1» к Юпитеру. Снимки сделаны с промежутками приблизительно в 10 часов (1 юпитерианские сутки) с 6 января по 3 февраля 1979 г. с расстояния от 58 до 31 млн км

«Вояджер-1» начал фотографировать Юпитер в январе 1979 г. и максимально приблизился к планете 5 марта 1979 г. до расстояния 349 000 км от центра планеты. Близкий подлёт позволил получить изображения лучшего качества, однако время облёта планеты (двое суток) было непродолжительным. Несмотря на это, исследователям удалось получить данные о кольцах Юпитера, его спутниках, изучить его магнитные поля и радиационное излучение. Аппарат продолжил фотографирование планеты вплоть до апреля. Вскоре за «Вояджером-1» последовал «Вояджер-2», который прошёл на расстоянии 721 670 км от центра планеты 9 июля 1979 года. Аппарат открыл кольца Юпитера, обнаружил сложные вихри на поверхности планеты, провёл наблюдения за вулканической активностью на Ио, обнаружил возможные проявления тектоники плит на Ганимеде и многочисленные кратеры на спутнике Каллисто.
Миссии «Вояджеров» позволили значительно расширить информацию о галилеевых спутниках, а также обнаружить кольца Юпитера. Это были первые космические аппараты, которые позволили получить хорошие изображения атмосферы планеты, в частности, выяснив, что Большое красное пятно — сложный атмосферный вихрь, движущийся против часовой стрелки. Ряд других, меньших по размерам вихрей были обнаружены внутри облачных полос. В непосредственной близости от колец планеты были открыты два небольших спутника, получившие названия Адрастея и Метида. Это были первые луны Юпитера, открытые космическими аппаратами. Третий спутник, Фива, был замечен между орбитами Амальтеи и Ио.
Неожиданное открытие вулканической активности на спутнике Ио было первым доказательством того, что она может протекать не только на Земле. «Вояджеры»  обнаружили в общей сложности 9 вулканов на поверхности Ио, а также свидетельства извержений, происходивших за время между пролётами миссий.
На фотографиях спутника Европа, сделанных «Вояджером-1» с низким разрешением, было выявлено большое число пересекающихся линейных особенностей. Сначала учёные полагали, что эти особенности являются глубинными разломами, образование которых происходит вследствие рифтогенеза или движения тектонических плит. Однако изображения поверхности Европы с высоким разрешением, сделанные «Вояджером-2» с меньшего расстояния, озадачили исследователей тем, что эти особенности практически не проявляются в топографическом рельефе. Совокупность данных привела исследователей к предположению, что эти трещины могут напоминать стыки между ледяными полями в плавучем морском льде на Земле и что под слоем льда на Европе скрывается вода. Внутренне Европа может быть активна благодаря приливному нагреву на уровне 1⁄10 от приливного нагрева Ио, и как результат, спутник может быть покрыт льдом толщиной не более 30 км, скрывающим подлёдный океан глубиной 50 км.

### «Улисс» (1992, 2004)
8 февраля 1992 г. зонд «Улисс», предназначенный для исследования полюсов Солнца, пролетел над северным полюсом Юпитера на расстоянии 451 000 км от центра планеты.
Для поднятия над плоскостью эклиптики аппарату требовалось посредством гравитационного манёвра достичь высокого наклонения орбиты, чтобы увеличить угол относительно эклиптики до 80,2°. Огромная сила притяжения Юпитера перевела «Улисс» на орбиту, необходимую для наблюдения полюсов Солнца и исследования областей Солнечной системы, удалённых от эклиптики. При этом форма орбиты мало изменилась: её афелий и перигелий остались равными около 5 а. е. (радиус орбиты Юпитера) и 1 а. е. (радиус орбиты Земли), соответственно. «Улисс» также выполнил измерения магнитного поля планеты, но не передавал её изображения, так как аппарат не оснащён камерами. В феврале 2004 г. «Улисс» снова пролетал относительно близко от Юпитера, однако на значительно бо́льшем расстоянии (120 млн км, или 0,8 а. е.), чем во время первого пролёта. В ходе этого пролёта зонд обнаружил узкие потоки электронов, испускаемые Юпитером.

### «Кассини» (2000)

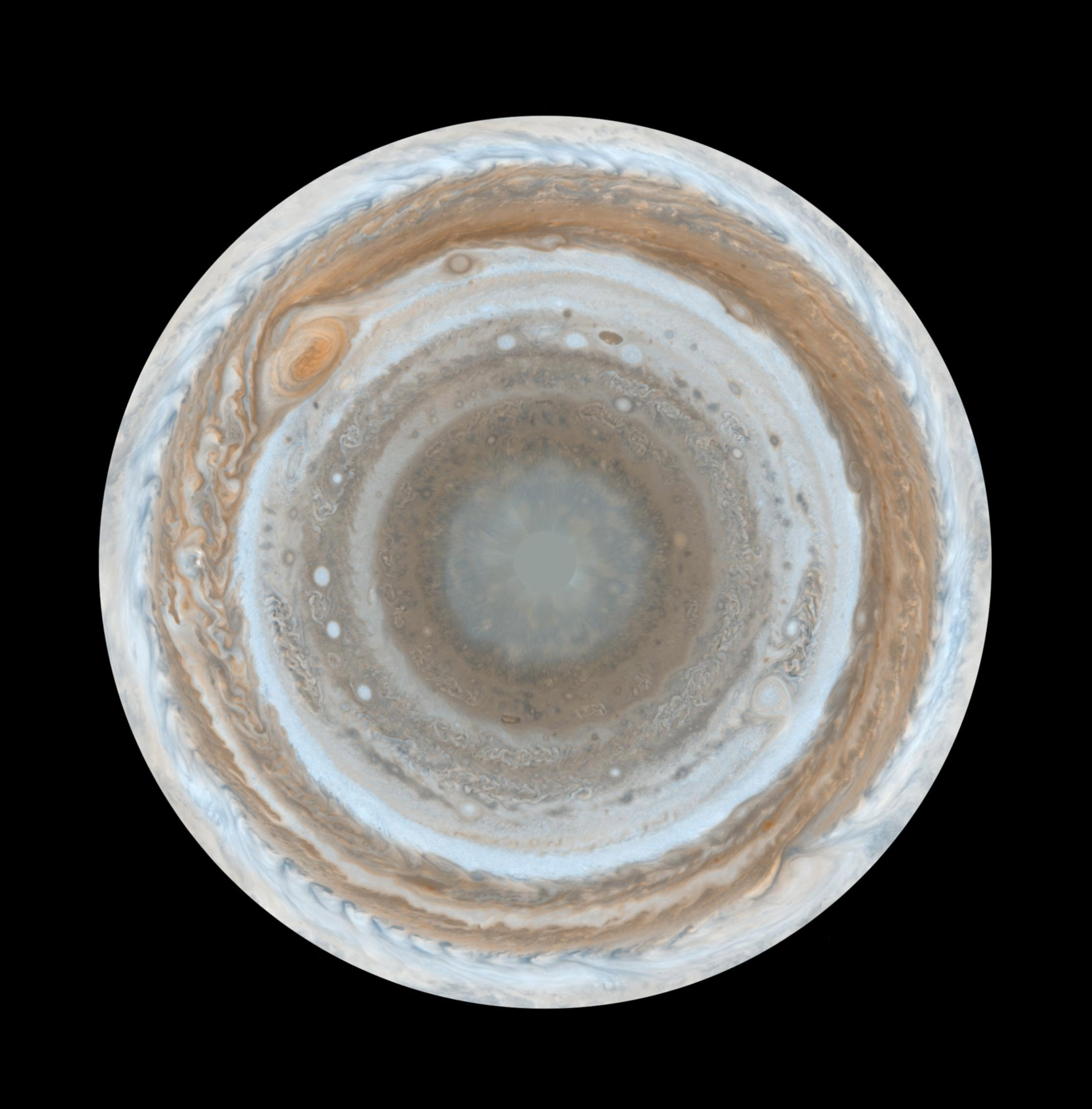
Самое подробное изображение южного полюса Юпитера, сделанное «Кассини» 11 и 12 декабря 2000 года

В 2000 г. космический аппарат «Кассини» на пути к Сатурну пролетел мимо Юпитера и сделал несколько самых высококачественных изображений за всю историю наблюдений за Юпитером. Максимальное сближение с планетой было достигнуто 30 декабря 2000 г. На протяжении многомесячного облёта были выполнены множество измерений, в частности, было сделано около 26 000 изображений, на основании которых был реконструирован наиболее детальный цветной «портрет» Юпитера, на котором можно разглядеть объекты размером 60 км в поперечнике.
Основным открытием, сделанным во время облёта планеты и объявленным 6 марта 2003 г., считается циркуляция атмосферы Юпитера. Тёмные пояса чередуются со светлыми зонами в атмосфере, и зоны, с их более светлыми облаками, ранее рассматривались учёными как зоны поднимающейся атмосферы (апвеллинг), частично потому, что на Земле облака формируются за счёт восходящих потоков воздуха. Однако анализ изображений, сделанных зондом «Кассини», показал, что тёмные пояса содержат отдельные вихревые ячейки из поднимающихся вверх ярко-белых облаков, которые слишком малы, чтобы их можно было увидеть с Земли. Энтони Дель Дженио (Anthony Del Genio) из Института космических исследований имени Годдарда (НАСА) утверждал, что «пояса должны быть областями общего подъёма при движении атмосферы на Юпитере, [поэтому] общее движение в зонах должно быть направлено вглубь» (см. также Даунвеллинг).
Другие атмосферные наблюдения включали в себя изучение вихревого тёмного пятна овальной формы из высотной атмосферной дымки, расположенного рядом с северным полюсом Юпитера и по размерам подобного Большому красному пятну. Инфракрасные снимки выявили особенности циркуляции вблизи полюсов, включающие циркумполярные ветры и примыкающие к ним полосы, движущиеся в противоположных направлениях. Кроме того, инфракрасные наблюдения позволило получить данные об природе колец планеты. Рассеяние света частицами в кольцах показало, что частицы имеют неправильную форму (отличную от сферической) и, возможно, они образовались в результате выбросов от ударов микрометеоритов в спутники планеты (вероятно, Метиду и Адрастею). 19 декабря 2000 г. «Кассини» сделал фотографию низкого разрешения спутника Гималии; так как аппарат находился слишком далеко, на снимке не виден рельеф поверхности.

### «Новые горизонты» (2007)

Вулканическая активность на Ио. Фото 2008 г., сделанное КА «Новые горизонты»

Космический аппарат «Новые горизонты» (англ. англ. New Horizons) по пути к карликовой планете Плутон осуществил гравитационный манёвр вблизи Юпитера. Он стал первым КА после «Улисса» (1990 г.), который был направлен непосредственно к Юпитеру, без предшествующих манёвров в поле других планет. Аппаратура «Новых горизонтов» сделала первые фотографии Юпитера 4 сентября 2006 г.. Зонд продолжил изучение системы Юпитера в декабре 2006 г. и приблизился на максимально близкое расстояние 28 февраля 2007 года.
Вблизи Юпитера КА выполнил уточнение орбит внутренних спутников планеты, в частности Амальтеи. Камеры зонда запечатлели вулканическую активность на Ио, выполнили детальные съёмки всех четырёх Галилеевых спутников и сфотографировали с дальнего расстояния другие спутники (Гималия и Элара). Зонд также позволил изучить Малое красное пятно, магнитосферу и систему колец планеты.

## Орбитальные миссии

### «Галилео» (1995—2003)

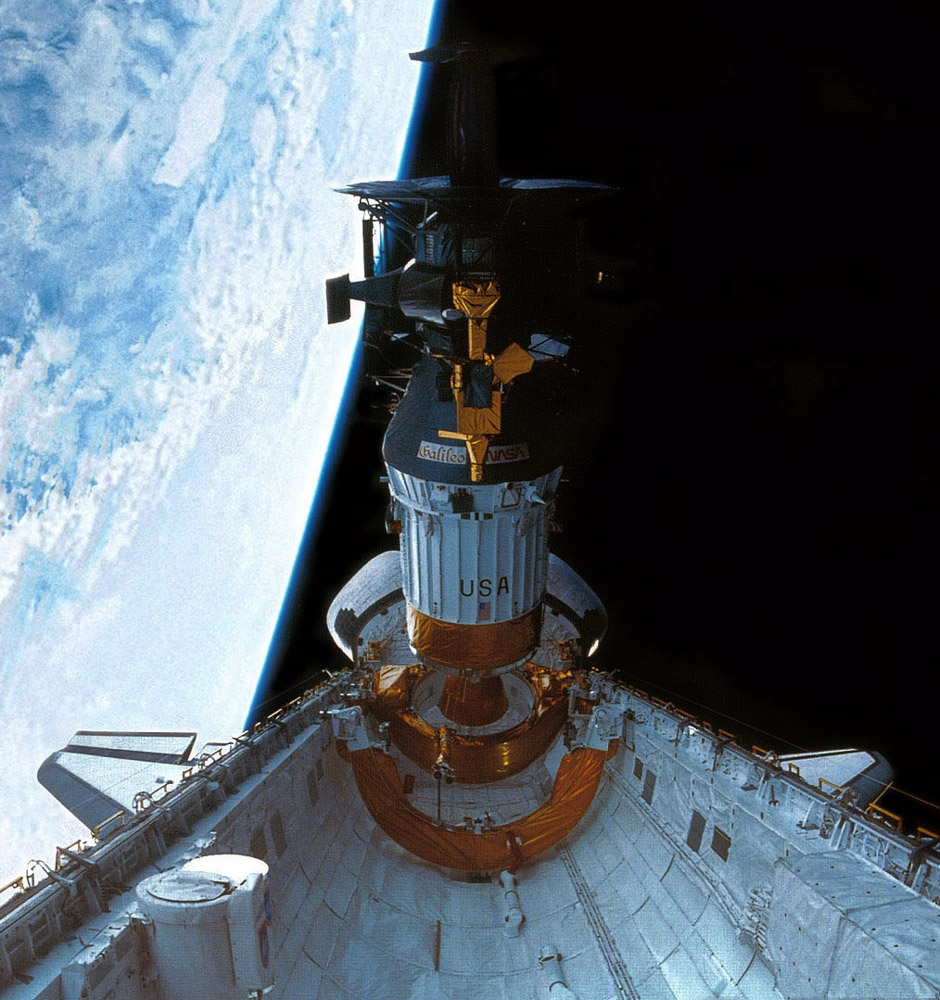
Развёртывание инерциального разгонного блока «Галилео» после запуска «Атлантисом» в миссии STS-34, 18 октября 1989 года

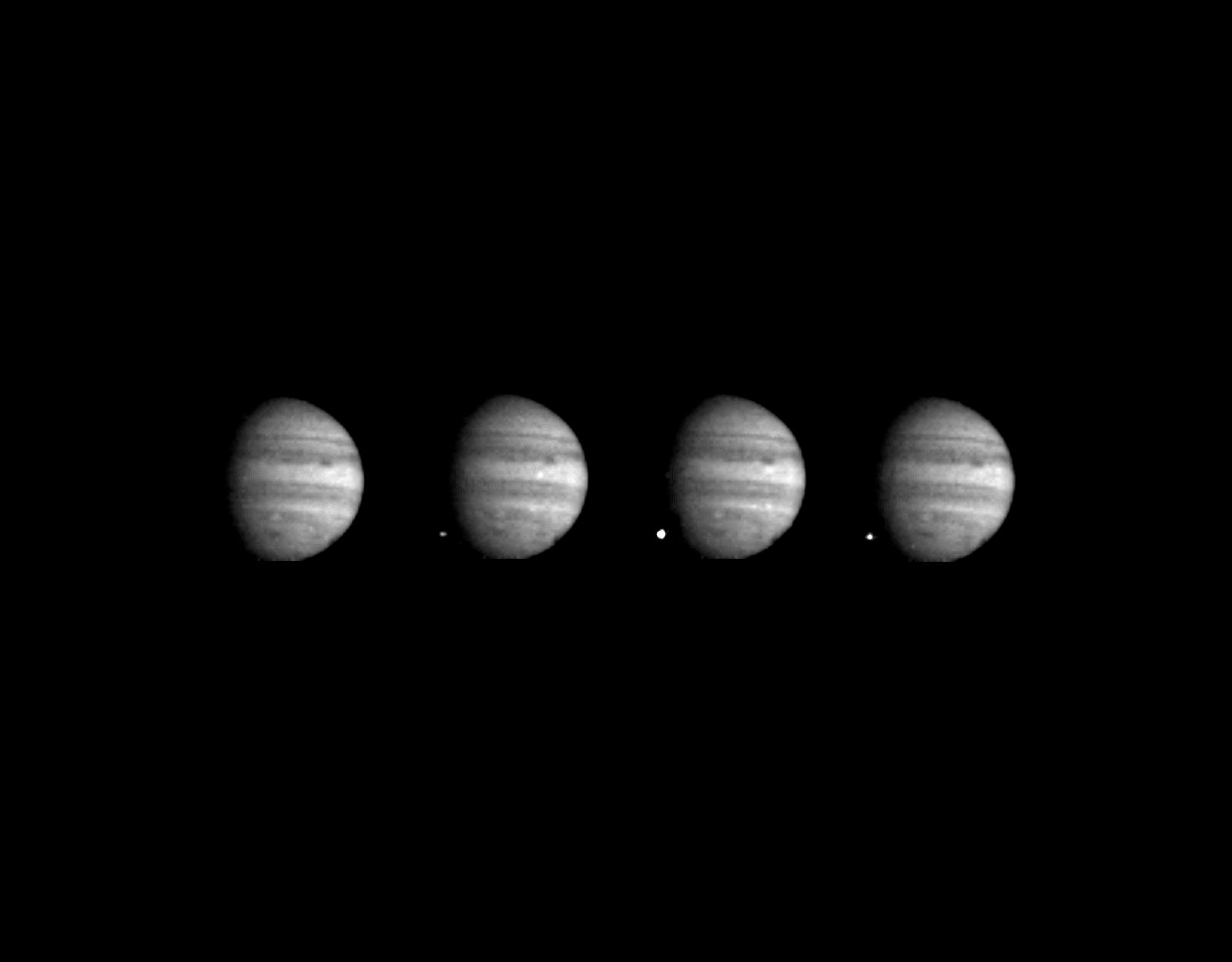
Последовательность изображений с аппарата «Галилео», снятых 22 июля 1994 г. с расстояния 238 млн км с промежутком несколько секунд. Снимки показывают появление взрыва на тёмной стороне Юпитера от одного из фрагментов кометы Шумейкеров — Леви 9

До 2016 года единственным космическим аппаратом на орбите Юпитера являлся «Галилео», который вышел на орбиту вокруг Юпитера 7 декабря 1995 года. Он вращался вокруг планеты на протяжении более семи лет, сделав 35 оборотов, после чего был разрушен путём управляемого падения на Юпитер 21 сентября 2003 года.
За это время он собрал большой объём информации о системе Юпитера, хотя поток информации оказался не так велик, как предполагалось, из-за поломки при развёртывании узконаправленной антенны. Основные события в ходе восьмилетних исследований включали несколько пролётов мимо всех галилеевых спутников, а также мимо спутника Амальтея («Галилео» был первым зондом, выполнившим такой пролёт). Он также наблюдал падение кометы Шумейкеров — Леви 9 на Юпитер во время своего приближения к Юпитеру в 1994 году и отправил атмосферный зонд в атмосферу Юпитера в декабре 1995 года.
Камеры на аппарате «Галилео» 16—22 июля 1994 года наблюдали фрагменты кометы Шумейкеров — Леви 9 во время их падения на южное полушарие Юпитера со скоростю примерно 60 км/с. Это было первое прямое наблюдение внеземного столкновения объектов в Солнечной системе.
Падение фрагментов кометы происходило на стороне Юпитера, скрытой от Земли. «Галилео», находившийся в тот момент на расстоянии 1,6 а.е. от планеты, зафиксировал огненный шар от столкновения, который достиг пика температуры около 24 000 К (ср. с типичными для верхних слоёв облаков Юпитера температурами около 130 K, или −140 °C). Восходящий шлейф от огненного шара поднялся до высоты более 3000 км.
Атмосферный зонд был отделён от «Галилео» в июле 1995 года и вошёл в атмосферу планеты 7 декабря 1995 года со скоростью 47,8 км/с. В ходе торможения в атмосфере Юпитера перегрузки достигали 228 g. Затем зонд сбросил остатки своего теплозащитного экрана и раскрыл парашют, на котором в течение 57,6 минуты опускался через 156 км атмосферы, осуществляя сбор и передачу данных, прежде чем был повреждён давлением (в 22 раза превышающим нормальное атмосферное давление на Земле) и температурой (153 °C). После этого, достигнув более глубоких и нагретых слоёв атмосферы, он мог расплавиться или, вероятно, испариться. Орбитальный аппарат «Галилео» испытал более быструю версию той же судьбы, когда он был направлен на планету 21 сентября 2003 года на скорости свыше 50 км/с, чтобы исключить любые шансы падения на спутник Юпитера Европу и его биологического загрязнения.
Основные научные результаты миссии Галилео включают в себя:
- первое наблюдение облаков из аммиака в атмосфере другой планеты — атмосфера образует частицы аммиачного льда из материала, поступающего из нижних слоёв.
- подтверждение обширной вулканической активности на Ио, которая в 100 раз больше, чем на Земле; температура и частота извержений напоминают историю ранней Земли;
- наблюдения сложных взаимодействий плазмы в атмосфере Ио, которые создают огромные электрические токи, соединяющиеся с атмосферой Юпитера;
- предоставление доказательств в поддержку гипотезы, что под ледяной поверхностью Европы существуют жидкие океаны;
- первое обнаружение существенного магнитного поля у спутника (Ганимед);
- данные по измерению магнитного поля, свидетельствующие, что на Европе, Ганимед и Каллисто под видимой поверхностью присутствует жидкий слой солёной воды;
- подтверждение наличия на Европе, Ганимеде и Каллисто тонкого слоя атмосферы, известного как поверхностная экзосфера;
- установление источника формирования колец Юпитера (из пыли, которая появляется при столкновении межпланетных метеороидов с внутренними четырьмя спутниками Юпитера) и наблюдение двух внешних колец и возможного отдельного кольца вдоль орбиты спутника Амальтея;
- идентификация глобальной структуры и динамики магнитосферы планеты-гиганта.

### «Юнона» (2016— )

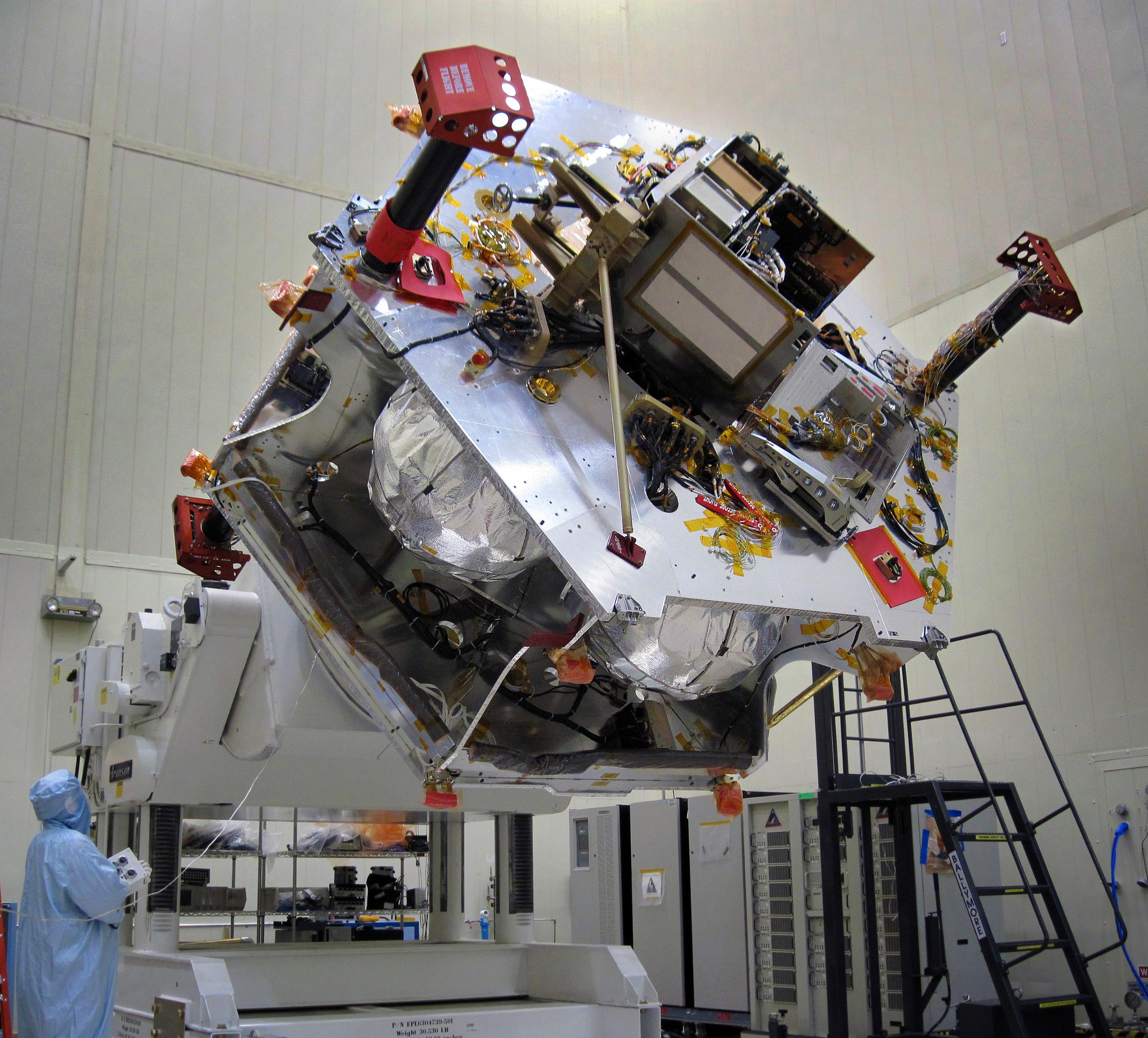
«Юнона» на стадии конструирования. Тесты на вращательном стенде, июнь 2010 г.

Космический аппарат «Юнона» (НАСА) был запущен 5 августа 2011 г. Межпланетная станция, достигнув Юпитера, перешла на полярную орбиту с целью изучения структуры планеты, её гравитационного поля и магнитосферы (в частности, вблизи полюсов). Аппарат призван дать ответы на вопросы о том, как формировался Юпитер, в том числе, имеет ли планета каменное ядро, какое количество воды присутствует в атмосфере и как распределяется масса внутри планеты. Также планируется изучить внутренние атмосферные потоки планеты, которые могут достигать скорости в 600 км/ч.

## Отменённые миссии
В конце 1980-х — начале 1990-х гг. был разработан проект советской АМС «Циолковский» для исследования Солнца и Юпитера, планировавшийся к запуску в 1990-х гг., но нереализованный ввиду распада СССР.
Из-за наличия возможных подземных жидких океанов на спутниках планеты — Европа, Ганимед и Каллисто — наблюдается большой интерес к изучению именно этого явления. Финансовые проблемы и технические трудности привели к отмене проекта Europa Orbiter с высадкой на Европу аппаратов криобота (для работы на ледяной поверхности) и гидробота (для запуска в подповерхностном океане); проект был запланирован НАСА, но был в итоге закрыт в 2002 г. В 2005 году были отменены планы по запуску другого аппарата НАСА Jupiter Icy Moons Orbiter. Европейский проект Jovian Europa Orbiter был заменён на Europa Jupiter System Mission, описанный ниже.

## Будущие миссии
Программа «Europa Jupiter System Mission» является совместным проектом НАСА/ESA, нацеленным на изучение Юпитера и его спутников. В феврале 2009 г. было анонсировано, что проект Europa Jupiter System Mission стал более приоритетным по сравнению с Titan Saturn System Mission. В объявлении было сказано, что приблизительно запланированная дата запуска — 2020-е годы. Миссия будет состоять из управляемого НАСА Jupiter Europa Orbiter для исследований планеты-гиганта и её спутников Европы и Ио и управляемого ESA Jupiter Ganymede Orbiter для исследования его спутников Ганимеда и Каллисто. Финансирование проекта со стороны ЕКА будет по прежнему конкурировать с остальными его проектами. В 2010 г. приоритетным был объявлен проект Titan Saturn System Mission, однако миссия EJSM не отменена. Кроме того, в миссии EJSM возможно участие Японии с аппаратом Jupiter Magnetospheric Orbiter (JMO) для исследований магнитосферы Юпитера. Также в рамках миссии EJSM Россия с участием ЕКА планируют ещё один аппарат Лаплас — Европа П для посадки на Европу.
В мае 2012 года было объявлено, что ЕSА будет проводить комплексную европейско-российскую миссию Jupiter Icy Moons Explorer (JUICE) по изучению Юпитера и его спутников с предполагаемым океаном под поверхностью (Ганимеда, Каллисто, Европы) c запуском в 2022 году и прибытием в систему Юпитера в 2030 году, в ходе которой российский аппарат совершит посадку на Ганимед.

## Пилотируемое изучение
Хотя посадка на сам Юпитер невозможна, в будущих пилотируемых экспедициях можно приземлиться на галилеевы спутники. Особой целью является спутник Европа, в связи с потенциальным существованием жизни на нём, и спутник Каллисто, из-за его относительно низкого уровня ионизирующего излучения. В 2003 году НАСА предложило программу под названием «HOPE» («Human Outer Planets Exploration», «Пилотируемое Исследование Внешних Планет»), которая предполагает пилотируемые миссии на галилеевы спутники Юпитера. НАСА прогнозирует возможные попытки такого рода в районе 2040-х годов.
В политике «Vision for Space Exploration», анонсированной в январе 2004 года, NASA обсудила пилотируемые миссии за орбитой Марса, отметив, что «присутствие людей-исследователей» может быть желательно на спутниках Юпитера.
Перед отменой миссии JIMO администратор НАСА Шон О’Киф (Sean O’Keefe) заявил, что «пилотируемые исследования последуют в будущем».

### Потенциал колонизации
НАСА предположило возможность добычи веществ из атмосферы внешних планет, включая предполагаемое ядерное топливо гелий-3. Фабрики, размещённые на орбите, могут добывать газ, затем доставляемый орбитальным транспортным кораблём.
| Спутник  | Мощность дозы, бэр/сутки |
| -------- | ------------------------ |
| Ио       | 3600                     |
| Европа   | 540                      |
| Ганимед  | 8                        |
| Каллисто | 0,01                     |
| Земля    | 0,07                     |

Однако система Юпитера создаёт особые неудобства для колонизации из-за тяжёлой радиационной обстановки. Для людей вне защиты дозовая нагрузка будет составлять примерно 3600 бэр в сутки на поверхности Ио и примерно 540 бэр в сутки на поверхности Европы. Получения дозы примерно 0,75 зиверт (75 бэр) одномоментно или в течение непродолжительного времени достаточно, чтобы вызвать острую лучевую болезнь, а около 5 Зв (500 бэр) — летальный исход.
Ганимед — самый большой спутник планеты в Солнечной системе. Ганимед — единственная луна с магнитосферой, но она перекрывается магнитным полем Юпитера. На поверхности Ганимеда мощность эквивалентной дозы составляет примерно 0,08 Зв (8 бэр) в сутки. На Каллисто, находящемся дальше от мощного радиационного пояса Юпитера, мощность дозы равна лишь 0,1 мЗв (0,01 бэр) в сутки. Одной из основных целей HOPE выбраны исследования Каллисто. Обсуждалась возможность строительства базы на поверхности Каллисто, из-за низкого уровня излучения на расстоянии этого спутника от Юпитера и его геологической стабильности. Каллисто является единственным из галилеевых спутников Юпитера, для которого возможно посещение людьми. Уровни ионизирующего излучения на Ио, Европе и Ганимеде неблагоприятны для человеческой жизни, и адекватные защитные меры для этой цели не были разработаны.
Предполагается постройка базы на поверхности, которая могла бы производить топливо для дальнейшего исследования Солнечной системы. В 1997 году был разработан проект Artemis — план колонизации спутника Европа. Согласно этому плану, исследователи должны будут пробурить лёд на поверхности Европы, войти в предполагаемый подповерхностный океан, где предполагается их обитание в искусственном воздушном кармане.